# Nitrate d'aluminium
Le nitrate d'aluminium est un sel de aluminium et de l'acide nitrique, qui existe normalement sous la forme d'un hydrate cristallin, le plus couramment sous la forme de nitrate d'aluminium nonahydrate, Al(NO3)3·9H2O.

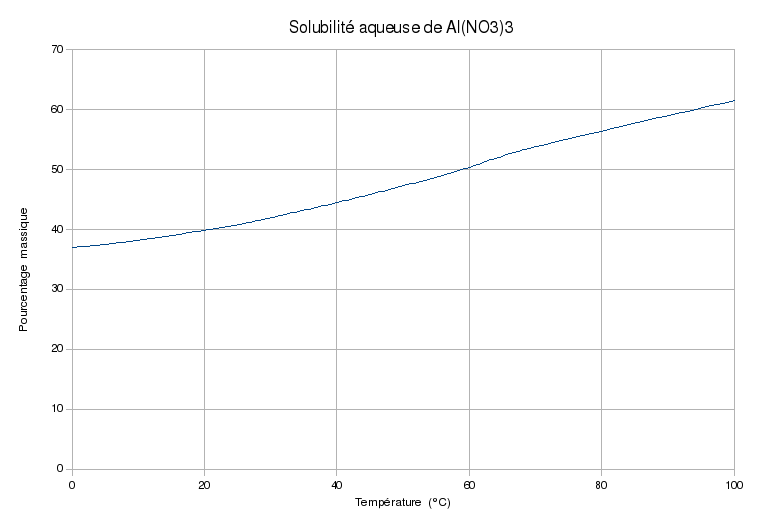
Solubilité aqueuse

## Préparation
Le nitrate d'aluminium ne peut être préparé par action de l'acide nitrique sur le métal, car l'aluminium fait de la passivation. Le nitrate d'aluminium peut être préparé par action de l'acide nitrique sur le trioxyde de dialuminium :
Al2O3 +6HNO3 → 2Al(NO3)3 + 3H2O

## Utilisation
Le nitrate d'aluminium est un oxydant fort. Il est utilisé pour tanner le cuir, comme anti-transpirant, inhibiteur de corrosion, dans l'extraction de l'uranium, dans le raffinage du pétrole et comme agent de nitration.
Le nonahydrate et les autres nitrates d'aluminium hydratés ont de nombreuses applications. Ces sels sont utilisés dans la production d'alumine pour la préparation de papiers isolants, dans les éléments de chauffage des tubes cathodiques et dans les transformateurs à cœur stratifié. Les sels hydratés sont aussi utilisés dans l'extraction des actinides .